# Kornworm
Kornworm fue un virus informático en 1986 que prometía devastar las redes propias del gobierno. Fue creado por James Randell apodado LeX, informático y amigo de Anthony Stiller (Rufy), el cual conociendo los efectos del virus y sus funciones, creó un antivirus que solo tenía a su fin la destrucción de ese virus informático. El antivirus se llamaba AntiKWefect (Anti Korn Worm Efect).
- Datos: Q5960534